# Adolf von Wilbrandt

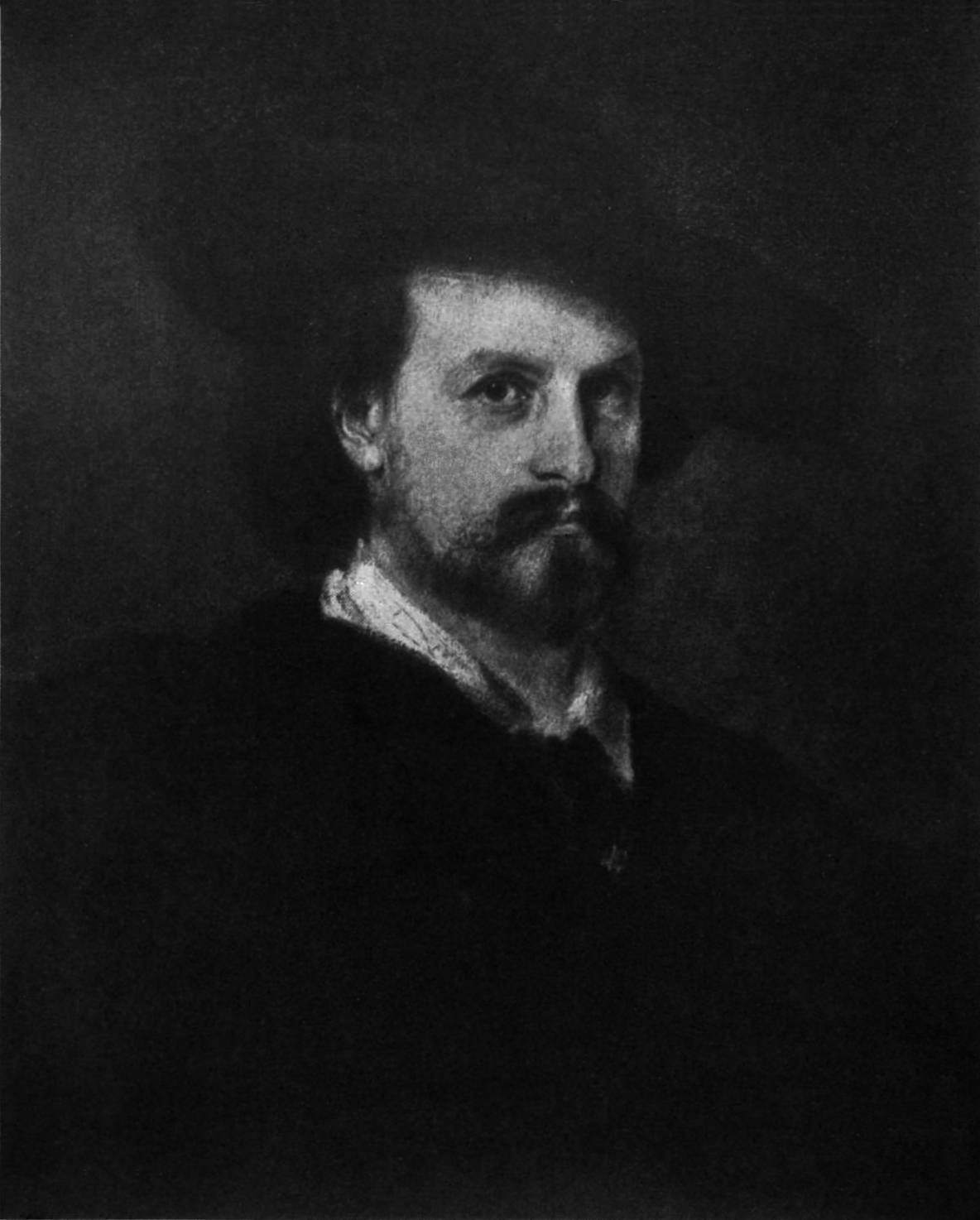
Adolf von Wilbrandt

Adolf von Wilbrandt (Rostock, 24 de agosto de 1837 — Rostock, 10 de junho de 1911) foi dramaturgo e escritor alemão